# Oleg Antonov (pallavolista 1988)
Oleg Antonov (in russo Олег Ярославович Антонов?, Oleg Jaroslavovič Antonov ; Mosca, 28 luglio 1988) è un pallavolista russo naturalizzato italiano, schiacciatore della Prisma Taranto.

## Biografia
Nato a Mosca, è figlio del pallavolista ed allenatore russo Jaroslav Antonov, che con l'Unione Sovietica vinse la medaglia d'argento ai Giochi olimpici di Seul 1988. È sposato con Laura Michelon, con la quale ha avuto tre figli. Ha acquisito la cittadinanza italiana il 31 marzo del 2015.

## Carriera

### Club
La carriera di Oleg Antonov inizia nelle giovanili del Treviso, con cui vince il campionato italiano Under-20 nell'annata 2004-05. A partire dalla stagione 2006-07 viene aggregato saltuariamente alla prima squadra, disputando allo stesso tempo il campionato di Serie B1. L'esordio nel massimo campionato italiano avviene alla prima giornata dell'annata 2008-09, nella sconfitta interna contro la BluVolley Verona. Successivamente si trasferisce in prestito alla Top Team Mantova, con cui disputa il campionato di Serie A2 2009-10, raggiungendo la salvezza solo dopo i play-out. Passa poi alla Pallavolo Genova l'anno successivo, sempre con la formula del prestito, arrivando fino alle semifinali dei play-off promozione.
Il ritorno in Serie A1 avviene nel 2011-12, ancora al club trevigiano. In seguito alla rinuncia della società veneta passa al Piemonte, dove viene utilizzato sia come schiacciatore che come opposto, diventando titolare nel corso della prima stagione e arrivando a disputare la finale della Champions League 2012-13, poi persa contro i russi della Lokomotiv Novosibirsk. A seguito della chiusura della società cuneese si trasferisce al Tours, squadra militante nel massimo campionato francese, con cui vince lo scudetto, la Coppa di Francia e la Supercoppa francese.
Rientra in Italia già nel campionato 2015-16, vestendo questa volta la maglia della Trentino, dove resta per due annate, prima di accasarsi alla Callipo, sempre in Serie A1, nella stagione 2017-18; a metà annata, tuttavia, rescinde il contratto con la squadra di Vibo Valentia, per concludere il campionato con lo Ziraat Bankası, nella Efeler Ligi turca. Per il campionato 2018-19 viene ingaggiato dal club russo dell'Ural, in Superliga, ma nel gennaio 2019 torna in Turchia per la seconda parte della Efeler Ligi, che disputa con la maglia del Galatasaray.
Dopo una seconda annata nella squadra di Istanbul conclusasi prematuramente a causa della pandemia di COVID-19, nella stagione 2020-21 fa nuovamente rientro nella Superlega italiana, ingaggiato stavolta dalla You Energy: al termine di un biennio con il club piacentino, si accasa per il campionato 2022-23 alla Prisma Taranto, ancora nella massima divisione italiana.
Fa ritorno nella Superliga russa nell'annata 2023-24 con il NOVA, per poi difendere i colori della M&G nell'annata 2024-25, neopromossa in Superlega; per il campionato 2025-26 firma nuovamente per la Prisma Taranto, in Serie A2.

### Nazionale
Nel novembre del 2012 viene convocato dal selezionatore della nazionale italiana Mauro Berruto per un collegiale di due giorni nell'ambito di un progetto di preparazione in vista delle Olimpiadi del 2016, esperienza che si ripete all'inizio del 2014.
Il 29 maggio 2015 esordisce nella nazionale italiana contro l'Australia in un incontro valido per la World League, aggiudicandosi, nello stesso anno, la medaglia d'argento alla Coppa del Mondo e quella di bronzo al campionato europeo; un anno dopo conquista la medaglia d'argento ai Giochi della XXXI Olimpiade, seguita da un altro argento alla Grand Champions Cup 2017.

## Palmarès

### Club
- Campionato francese: 1

2014-15
- Coppa di Francia: 1

2014-15
- Supercoppa francese: 1

2014